# رونالد توماس (لاعب كريكت)
رونالد توماس (بالإنجليزية: Ronald Thomas)‏ (21 سبتمبر 1915 في أستراليا - 28 مايو 1987 في أستراليا) هو لاعب كريكت أسترالي. لعب مع فريق تسمانيا للكريكت.

## وصلات خارجية
- رونالد توماس (لاعب كريكت) على موقع إي آس بي آن كريك إنفو (الإنجليزية)